# Journée de la cosmonautique
La Journée de la cosmonautique (en russe День Космонавтики, Den Kosmonavtiki) ou Journée des cosmonautes est une fête célébrée en Russie et dans quelques autres pays de l'ancienne URSS le 12 avril.
Elle honore le premier vol spatial habité de l'histoire, effectué le 12 avril 1961 par le jeune cosmonaute soviétique Youri Gagarine, alors âgé de 27 ans. Après avoir voyagé à bord de son vaisseau Vostok 3KA-3, qui avait décollé du cosmodrome de Baïkonour au sommet du lanceur Vostok 8K72K, Gagarine effectua une orbite complète et rentra sain et sauf sur Terre au bout de 1 heure et 48 minutes. À l'issue de la mission Vostok 1, il devint un pionnier et une légende de l'aérospatiale ainsi qu'une célébrité internationale, visita des dizaines de pays et se vit attribuer de multiples distinctions, dont le titre de Héros de l'Union soviétique.
Guerman Titov, proche ami et doublure de Gagarine ayant volé sur Vostok 2, propose le 26 mars 1962, via une lettre au Comité central du Parti communiste de l'Union soviétique, l'institution d'une journée à la gloire du vol de Vostok 1 l'année précédente. Le 12 avril constitua ainsi la Journée de la cosmonautique en Union soviétique par un décret du Præsidium du Soviet suprême de l'URSS daté du 9 avril. À l'initiative de Titov, qui souhaitait la mise en place d'une journée de l'astronautique à la fois en URSS et dans le monde entier, a été approuvée le 30 novembre 1968 la Journée mondiale de l'aviation et de l'astronautique par la Fédération aéronautique internationale (FAI), lors de sa 61e Conférence générale, qui s'est tenue à Londres.
Le 7 avril 2011, quelques jours avant le 50e anniversaire de la mission Vostok 1, l'Assemblée générale des Nations unies décide lors d'une séance plénière la création de la Journée internationale du vol spatial habité. Par la résolution A/RES/65/271, elle définit le 12 avril comme jour « [célébrant] chaque année au niveau international l’entrée de l’humanité dans l’ère spatiale, en réaffirmant le rôle essentiel des sciences et des techniques spatiales dans [...] l’amélioration du bien-être des États et des peuples ».
L'agence spatiale fédérale russe, Roscosmos, déclara 2016 comme l'Année de Youri Gagarine pour les 55 ans de son vol. Outre la commémoration des 55 ans du vol de Gagarine avec l'organisation de divers évènements, cette décision avait un autre but symbolique relatif au lancement d'une Soyouz-2.1a ce printemps-là, pour la première fois depuis le cosmodrome Vostotchny, dans l'oblast de l'Amour, en Sibérie orientale, réduisant la dépendance de la Russie au Kazakhstan, où se trouve le cosmodrome de Baïkonour historique,.
Par coïncidence, le 12 avril correspond aussi à l'anniversaire du lancement de la première navette spatiale américaine, qui eut lieu 20 ans exactement après le vol historique de Vostok, le 12 avril 1981, à l'occasion de la mission STS-1 et du vol inaugural de Columbia.
Le 12 avril est célébré annuellement et fait l'objet d'un grand nombre de festivités à travers toute la Russie. Il s'agit pour les Russes d'un véritable élément de fierté, emblématique de leur conquête spatiale dont il représente un pilier mythique, en vénérant l'immense valeur historique, culturelle et patriotique. Profondément imprégné dans leur patrimoine national, il se manifeste sous la forme de nombreux évènements de nature variée organisés d'une région à l'autre : rassemblements publics, lancements de fusées artisanales, conférences et séminaires, rencontres avec des figures du spatial, concerts et festivals, expositions, programmes de promotion, projections de films et de documentaires, cours thématiques dans les écoles, concours d'art et de dessin, projets artistiques, excursions au musée ou au planétarium sont d'autant d'activités destinées à alimenter la mémoire de Youri Gagarine et de la mission qu'il n'a pas seulement accompli pour son pays mais pour l'humanité entière.

## Ressources iconographiques

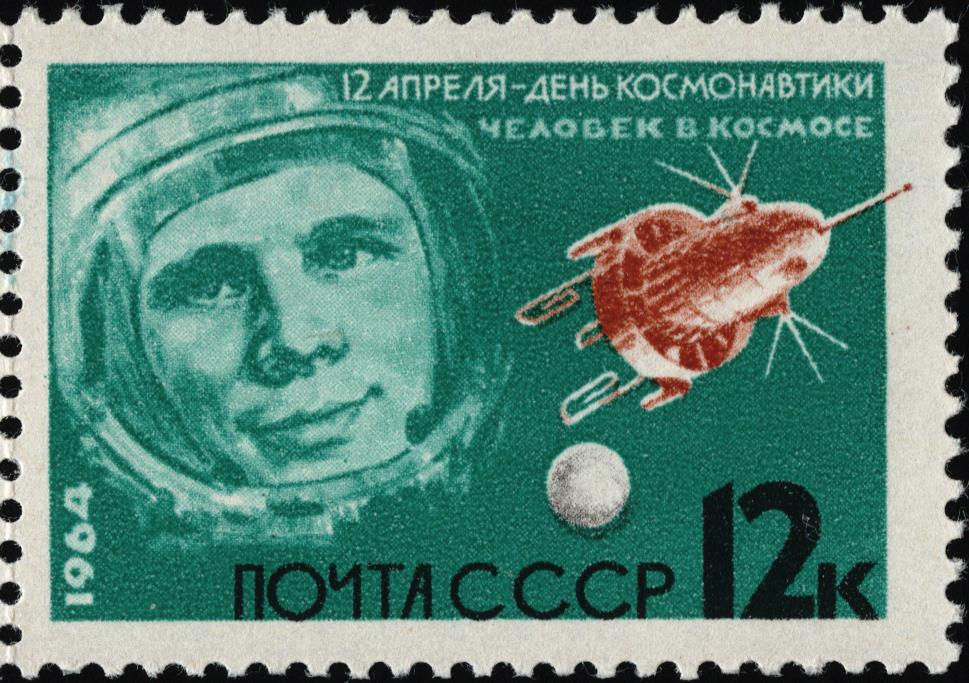
Timbre soviétique de 1964 avec Youri Gagarine.
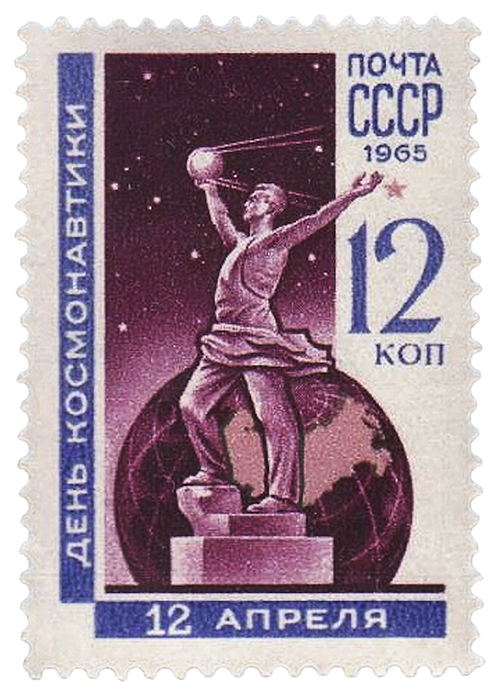
Timbre soviétique de 1965 commémorant ce jour.
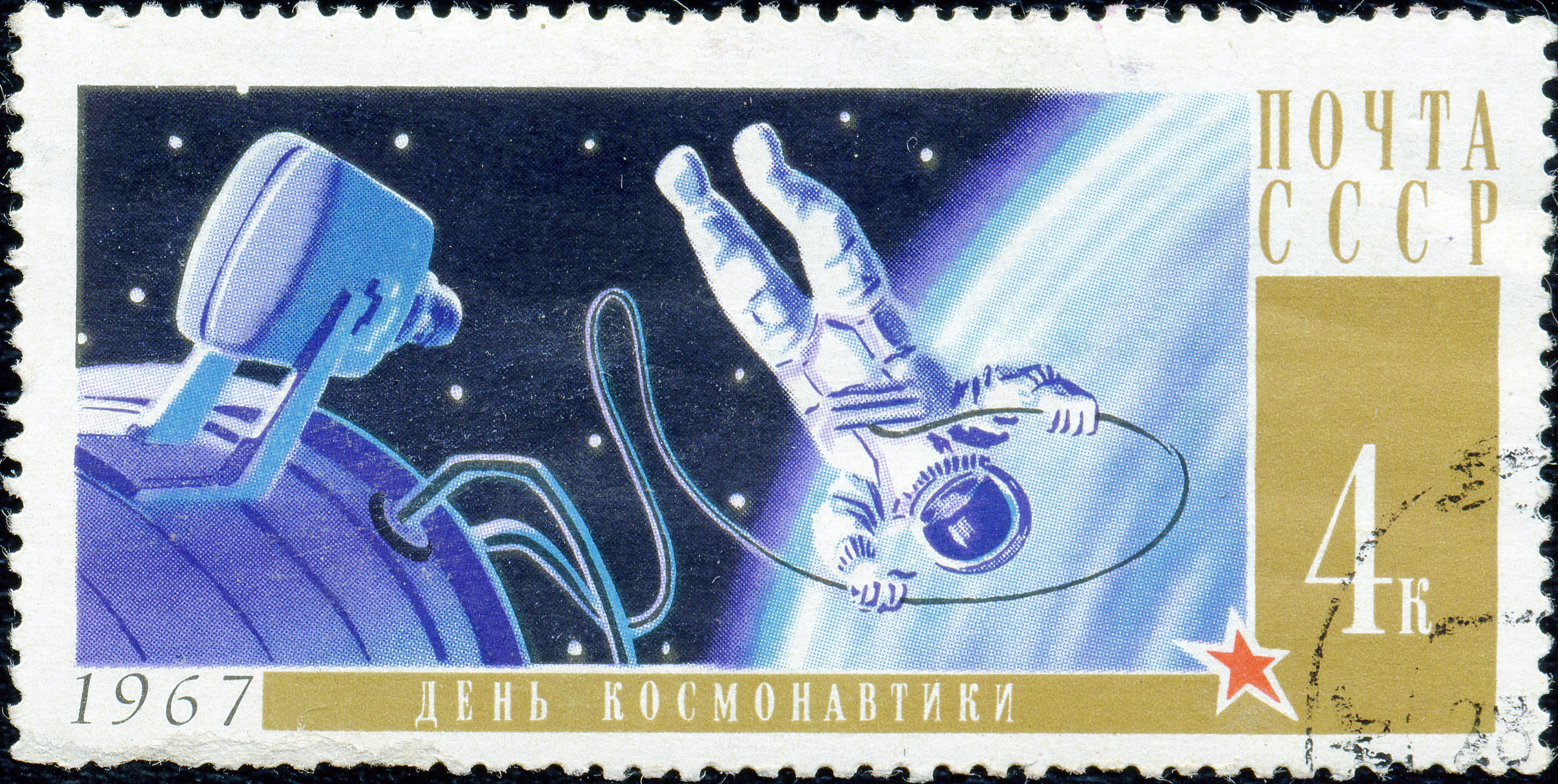
Timbre soviétique de 1967 avec Alexei Leonov.
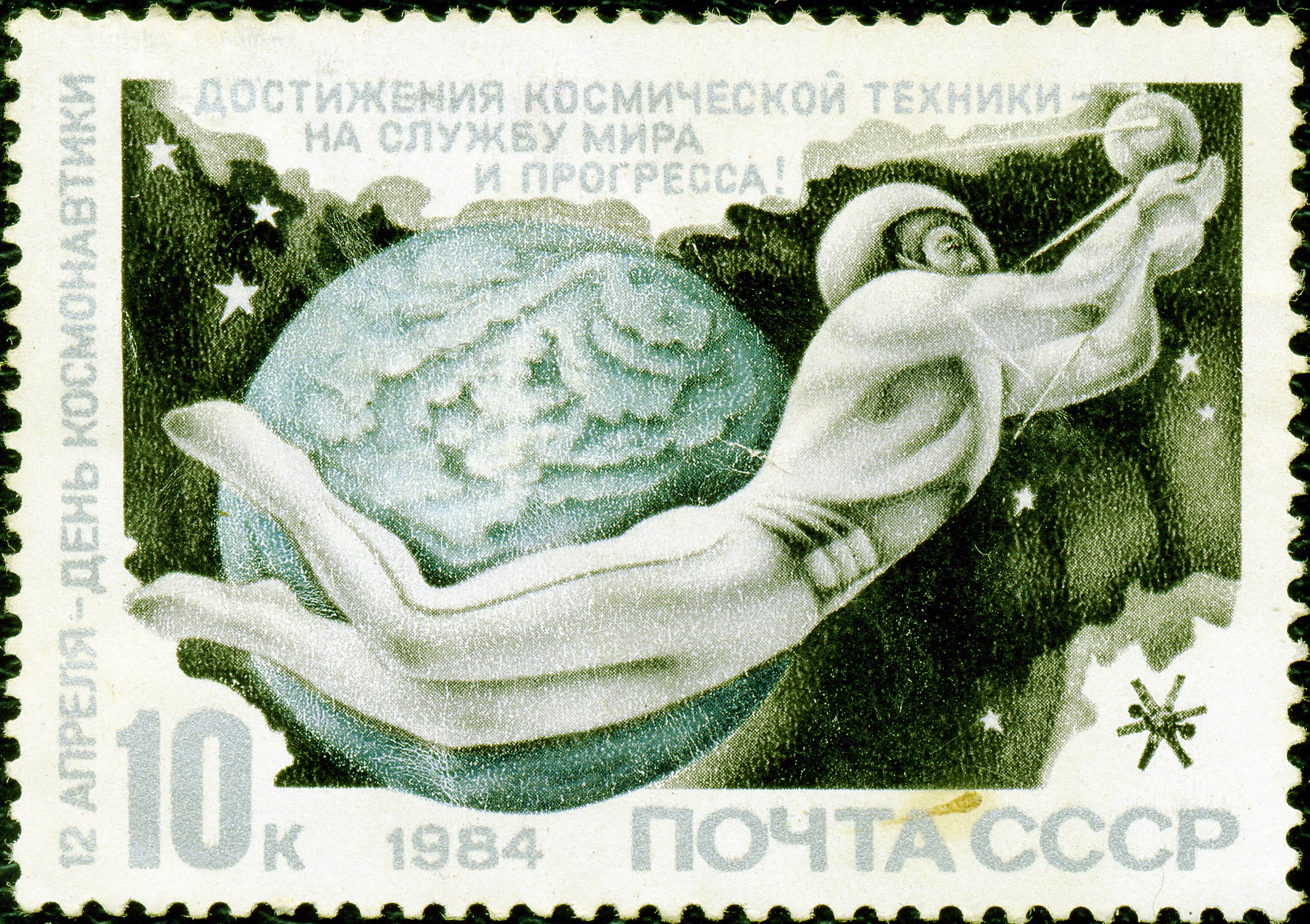
Timbre soviétique de 1984
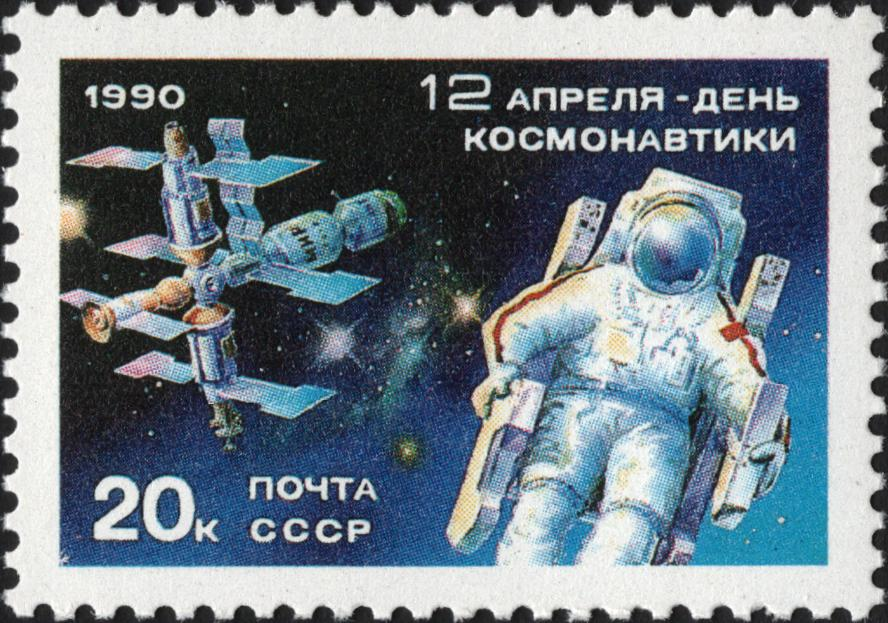
Timbre soviétique de 1990 avec "Mir".
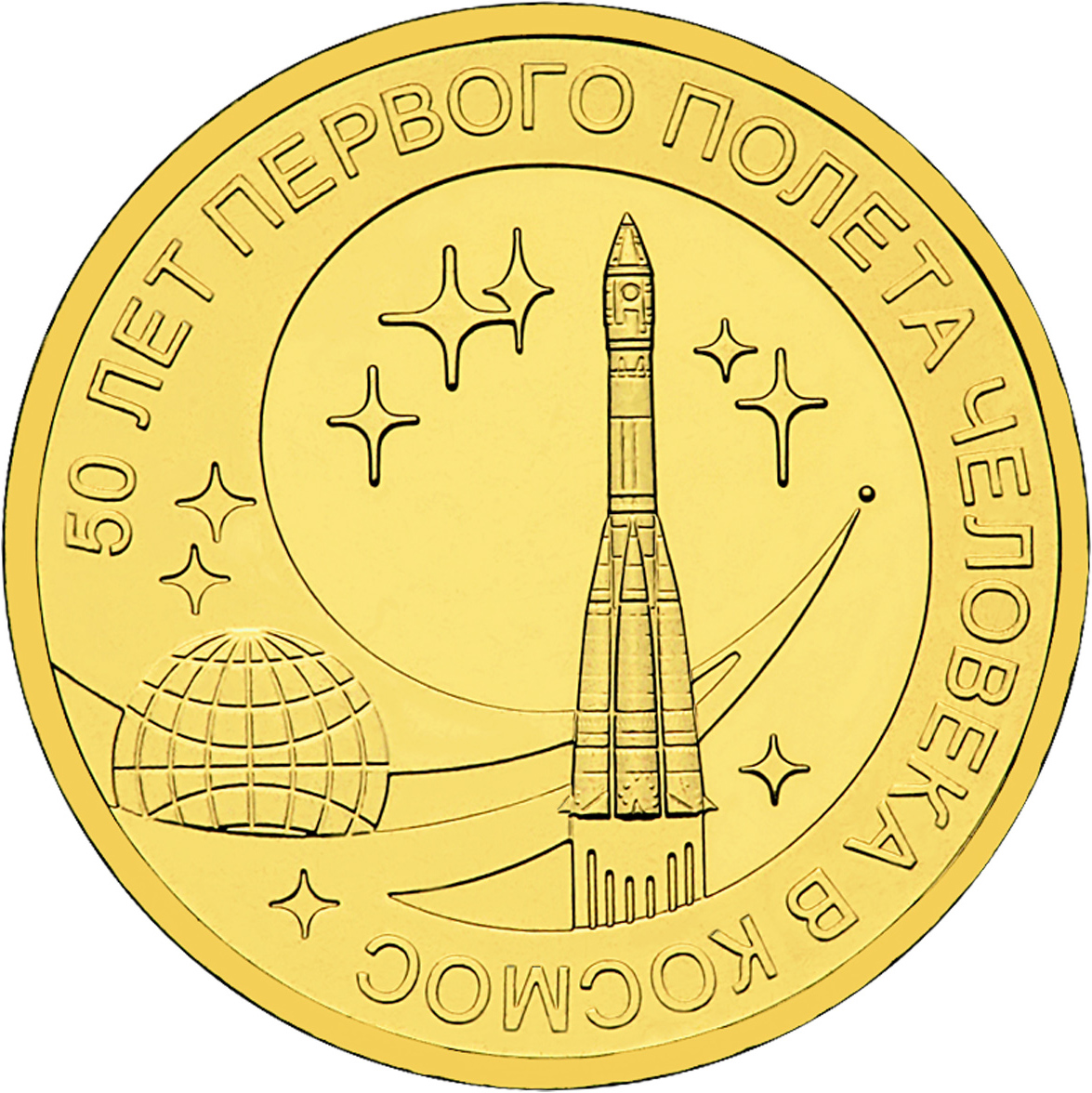
Pièce commémorative De la Banque de Russie "50 ans du premier vol humain dans l'espace", 2011
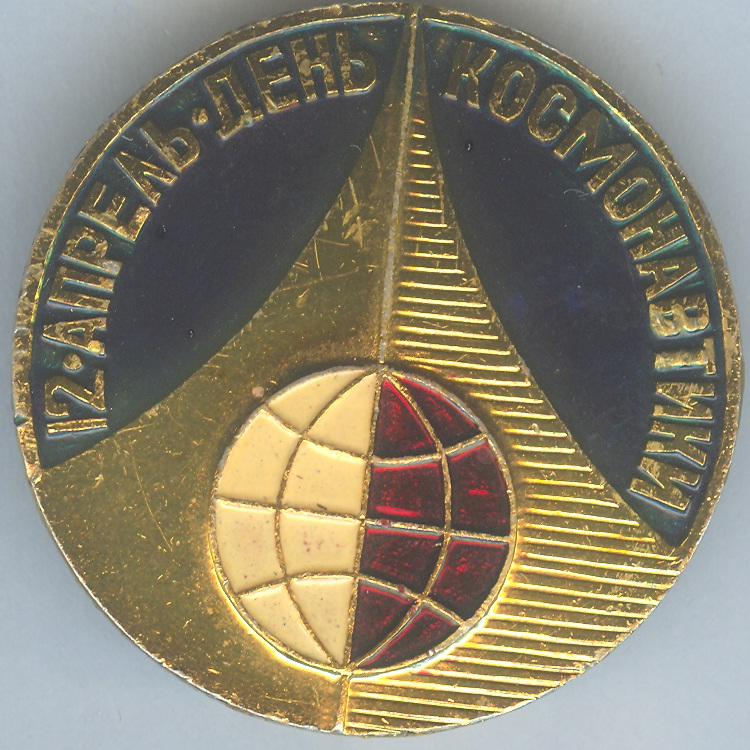
Icône 12 Avril jour de l'astronautique
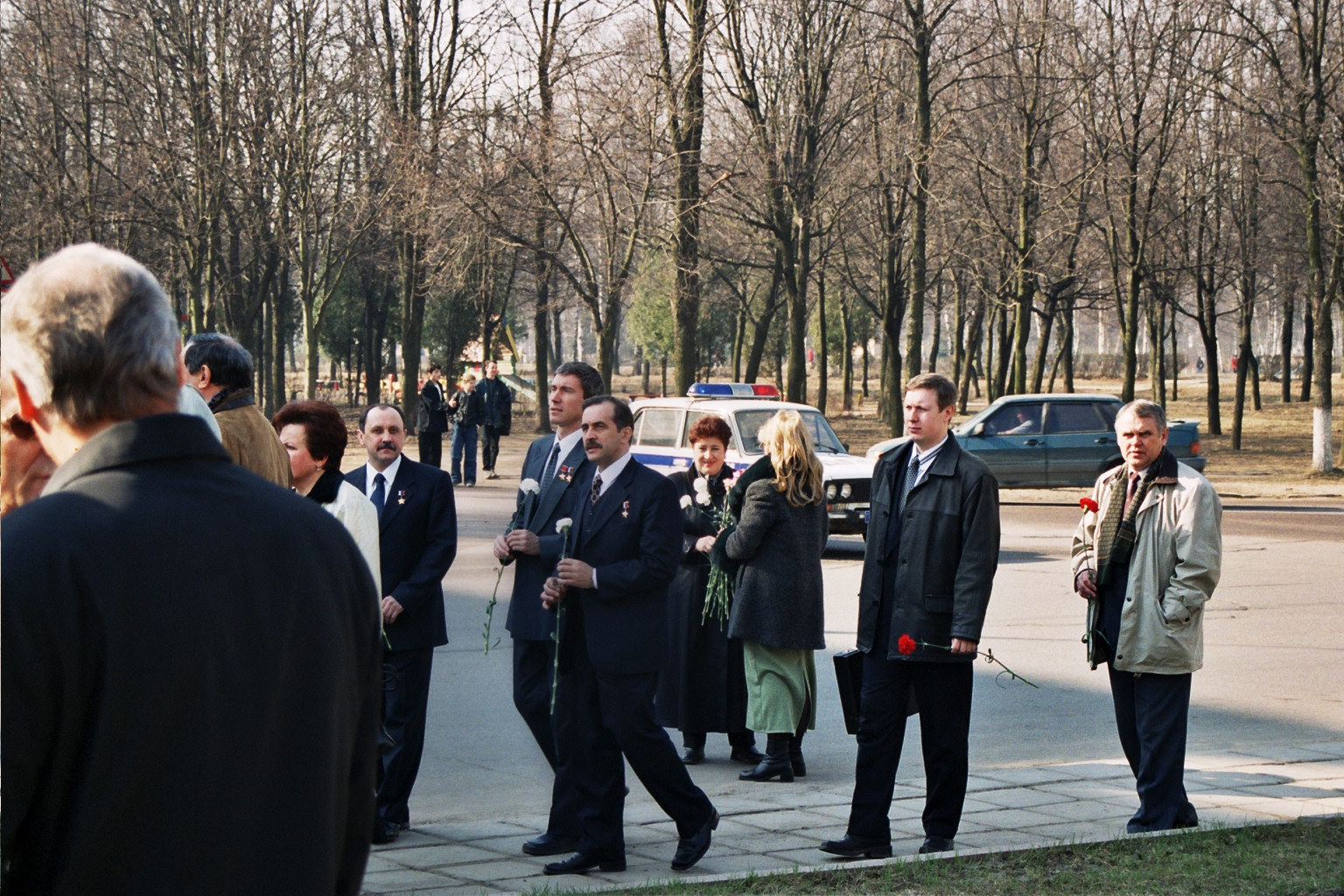
Le cosmonaute russe Sergueï Krikaliov durant la Journée de la cosmonautique de 2002.
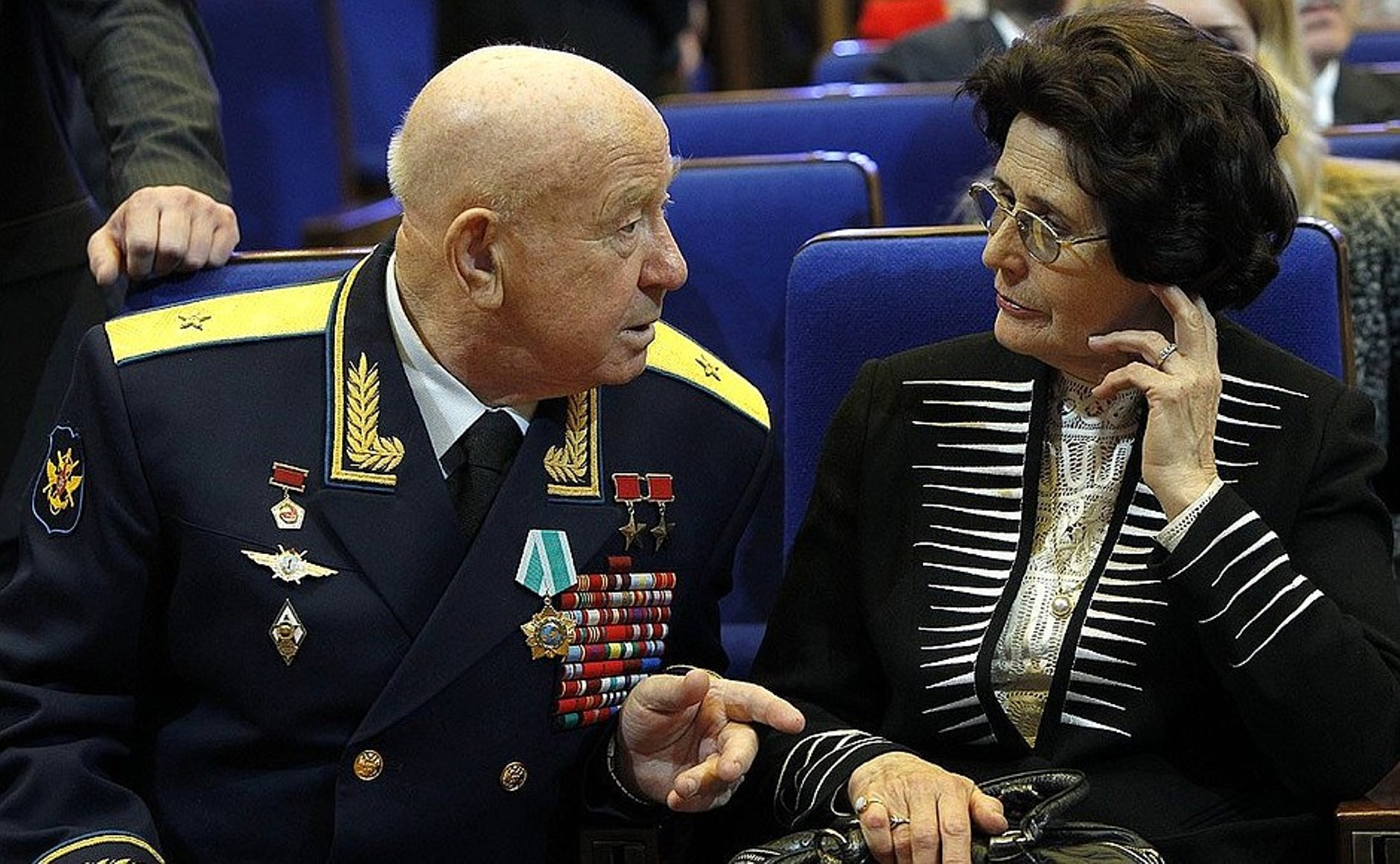
Le cosmonaute russe Alexeï Leonov et Valentina Gagarina, la veuve de Iouri Gagarine, durant un gala donné pour la Journée de la cosmonautique en 2011.
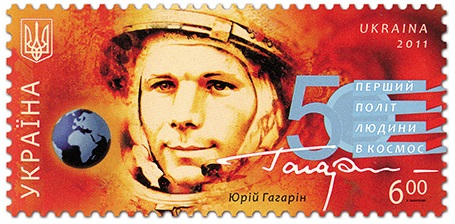
Timbre-poste ukrainien, 2011